# Juan Pablo Guanipa
Juan Pablo Isidoro Guanipa Villalobos (Maracaibo, 20 de diciembre de 1964) es un abogado y político venezolano, exgobernador electo del estado Zulia y dirigente del partido opositor Primero Justicia. Se desempeñó como diputado a la Asamblea Nacional en la IV Legislatura y primer vicepresidente de dicho órgano entre 2020 y 2021.
Se desempeñó como concejal de Maracaibo durante dos periodos continuos entre los años 2005 y 2013. En 2015 es elegido diputado a la Asamblea Nacional Venezolana hasta finales de 2017 cuando se separa del cargo para postularse como gobernador, donde resulta electo con el 51 % de los votos, sin embargo es imposibilitado de asumir, al negarse a tomar juramento ante la Asamblea Nacional Constituyente, considerada ilegítima por Guanipa. Es coordinador regional del partido Primero Justicia en el estado Zulia y preside la fundación Maracaibo Posible. Guanipa fue precandidato presidencial del partido Primero Justicia, pero terminó segundo en el proceso interno, realizado antes de las primarias opositoras de 2023.
Tras las elecciones presidenciales de 2024, es ampliamente considerado como el líder de Primero Justicia. El 23 de mayo de 2025, dos días antes de las elecciones regionales en el país, fue detenido por fuerzas de seguridad. Actualmente se desconoce su paradero.

## Vida personal

### Primeros años
Es el tercero de siete hermanos, seis varones y una mujer, hijos de: Corina Villalobos de Guanipa y padre Manuel Guanipa Matos, político zuliano, dirigente de Copei. A los 13 años trabajó como vendedor en una librería, donde a su corta edad se destacó recibiendo el reconocimiento del propietario como mejor empleado de la tienda. Es hermano de Tomás Guanipa, también diputado por Zulia y Secretario General de Primero Justicia. Se desempeñó como dirigente estudiantil y representante gremial de los empleados de la Circunscripción Judicial del Estado Zulia.

### Educación
Cursó estudios de Educación Básica y Diversificada en el Liceo Los Robles de Maracaibo y egresó como Bachiller en Humanidades del Colegio San Vicente de Paúl. Es abogado, egresado de la Universidad del Zulia en 1990. Luego de recibir el título universitario continuó un riguroso proceso de formación en el área política y comunitaria, así como en el área de la gerencia pública, la participación ciudadana y el liderazgo.
En 1991 realizó el IV Curso Internacional de Alta Dirección ofrecido por el Instituto Latinoamericano de Investigaciones Sociales en Caracas, Venezuela. En 1997 participó en el Programa Liderazgo y Visión ofrecido por el Centro para la Divulgación del Conocimiento Económico (CEDICE) en Caracas, Venezuela.
En el mismo año cursó el Programa Avanzado de Ciencias y Técnicas de Gobierno auspiciado por el Instituto de Estudios Superiores de Administración (IESA) en Maracaibo, Venezuela. En el 2002 cursó el máster en Estudios Políticos Aplicados ofrecido por la Fundación Internacional para Iberoamérica de Administración y Políticas Públicas en Madrid, España, obteniendo la mención honorífica cum laude. Licenciado en Comunicación Social mención Desarrollo Social (UNICA, 2008).

## Trayectoria política
Guanipa incursionó en la política con la campaña presidencial de Rafael Caldera en las elecciones presidenciales de 1983, ingresando de esa manera al partido Copei. Fue elegido como diputado a la Asamblea Legislativa del Estado Zulia por Copei para el período 1993-1996, desempeñándose como Presidente de las Comisiones de Legislación y de Política y como vicepresidente de las Comisiones de Deporte, Recreación y Turismo y de Planificación y Desarrollo Regional. Desde febrero de 1999 a marzo de 2003 se desempeñó como director general del Instituto Regional de Formación y Estudios Sociopolíticos y Socioculturales para la Promoción del Hombre (IRFES), institución localizada en Maracaibo, Estado Zulia. Tras el proceso constituyente de 1999, abandona Copei y a partir de 2003 forma parte de Primero Justicia.
Fue elegido popularmente como diputado Suplente a la Asamblea Nacional para el período 2000-2005. Fue elegido popularmente para desempeñar el cargo de Concejal del Municipio Maracaibo en el periodo 2005-2009, pero su desempeño se extendió por un periodo más, hasta 2013, como consecuencia de la no convocatoria del órgano electoral al proceso respectivo. Durante ese tiempo presidió la Comisión de Legislación y Redacción de ese cuerpo legislativo.
Durante las elecciones a la Asamblea Nacional del 2015, en Venezuela, fue elegido como diputado por su estado natal Zulia. En 2017 fue candidato a la gobernación de su estado, lugar que consiguió ganando las elecciones primarias de la Mesa de la Unidad, enfrentándose a la alcaldesa de Maracaibo, Eveling Trejo de Rosales el 10 de septiembre de 2017.
El 15 de octubre de 2017 durante las elecciones regionales fue elegido Gobernador del Estado Zulia, declarado el ganador con 691.547 votos y el 51.06 %. Arias Cárdenas, su contrincante logró 631.594 votos. El 23 de octubre siendo electo gobernador del Estado Zulia, declaró no juramentarse con la ANC por ser irrita e inconstitucional al haber sido convocado por Nicolás Maduro. Para el 27 de octubre, el Consejo Legislativo del Zulia negó a Guanipa de asumir como gobernador, al no juramentarse ante la Asamblea Constituyente, y fue designada controversialmente Magdely Valbuena como gobernadora encargada. El Clez declaró que Guanipa «al no juramentarse crea la falta absoluta del cargo». Posteriormente se volvieron a organizar elecciones, en las que es electo Omar Prieto. En enero de 2020 fue electo como primer vicepresidente de la directiva de la Asamblea Nacional.

### Precandidatura presidencial de 2018 y 2022
El 26 de enero de 2018, su hermano y secretario general de Primero Justicia, Tomás Guanipa, comunicó la posibilidad de que Juan Pablo Guanipa fuera candidato presidencial del partido —a pesar de que pudiera postular por tercera vez a Henrique Capriles Radonski— en unas futuras elecciones primarias de la Mesa de la Unidad Democrática. Juan Pablo Guanipa declaró en noviembre de 2017 que no descartaría asumir dicha responsabilidad dentro de PJ y competir por la candidatura de la coalición opositora. Sin embargo, el 19 de febrero de 2018, PJ, Acción Democrática (AD) y Voluntad Popular (VP), anunciaron que no participarían en las elecciones presidenciales, y manifestaron su rechazo al Consejo Nacional Electoral, descartando cualquier intención de Guanipa dentro de la carrera electoral.
Cuatro años después de las aspiraciones presidenciales de 2018, el 11 de noviembre de 2022, Guanipa anuncia oficialmente sus intenciones de ser el candidato presidencial de Primero Justicia en las primarias de la Plataforma Unitaria de 2023. Su candidatura se le suma a las también aspiraciones presidenciales de los militantes de la tolda amarilla, Carlos Ocariz y potencialmente Henrique Capriles. Al no ser el único candidato del partido, propuso el mecanismo de elecciones internas partidistas para definir la candidatura de la organización.

### Clandestinidad
Tras las elecciones presidenciales, funcionarios del gobierno de Maduro han intentado detenerlo en tres oportunidades por lo cual tuvo que ponerse en resguardo en la clandestinidad. En septiembre, fue detenido Pedro Guanipa, hermano de Juan Pablo y Tomás Guanipa, una acción que el gobierno realiza como represalia contra él. Según Diosdado Cabello, Ministro de Relaciones Interiores, Pedro Guanipa fue vinculado a un acto de corrupción dentro de la Alcaldía de Maracaibo.
El 9 de enero de 2025, Guanipa apareció junto a María Corina Machado a pesar de la fuerte represión del gobierno de Nicolás Maduro. "Decenas de miles de venezolanos salimos a las calles, a pesar de la cruenta ola represiva ejecutada por el madurismo", afirmó para luego ponerse a resguardo. Días después, Guanipa, en una entrevista con Carla Angola, reveló que "se había diseñado un plan, pero que no se pudo dar por razones vinculantes al mundo militar, por razones vinculantes a la cantidad de personas que asistió".

### Detención
El 23 de mayo de 2025, el gobierno de Nicolás Maduro, a través de su ministro de interior, Diosdado Cabello, informa que detiene a Juan Pablo Guanipa. En la misma comunicación, Cabello muestra imágenes del político detenido y esposado. Voceros de Primero Justicia, partido que lidera Guanipa, denuncia la detención como un «secuestro» por parte del estado venezolano. Posteriormente, por medio de un escrito publicado en su cuenta oficial de Twitter, el político considera que su detención sucede como un acto de intimidación de parte del estado venezolano, comandado por Maduro.
El político venezolano se une a la lista de más de 50 personas detenidas antes de la elección legislativa del 25 de mayo, a las que Maduro acusa de "mercenarios que ingresaban a poner bombas o lanzar ataques violentos al país".